# Adrian Winter
Adrian Winter (Thalwil, 8 luglio 1986) è un ex calciatore svizzero, di ruolo centrocampista.

## Carriera

### Nazionale
Esordisce in nazionale maggiore a Lucerna il 30 maggio 2012 contro la Romania sostituendo Admir Mehmedi al 64º minuto.

## Palmarès

### Club

#### Competizioni nazionali
- Challenge League: 1

Zurigo: 2016-2017
- Coppa Svizzera: 1

Zurigo: 2017-2018